# Bank of Korea
Bank of Korea (hangul: 한국은행, revideret romanisering: Hanguk eunhaeng) er Sydkoreas centralbank. Den er beliggende i hovedstaden Seoul og blev etableret i 1950.
Centralbanken blev etableret for at styre landets inflation, hvilket sker årligt efter samtaler med regeringen. Banken står desuden for produktionen af landets valuta, sydkoreansk won og er i dag stadig ansvarlig for landets pengepolitik.
Banken ledes af en bestyrelse på syv medlemmer, der repræsenteret forskellige grupper i samfundet. Bestyrelsesmedlemmerne udpeges af landets præsident for fire år ad gangen og er fuldtidslønnede.
Nuværende centralbankchef er Kim Choong-soo, der sidder til 31. marts 2014.